# Rijksoverheid

Vlag van de Rijksoverheid

De Rijksoverheid, vaak kortweg het Rijk genoemd, is het onderdeel van de Nederlandse overheid dat wettelijke taken heeft op landelijk niveau: de 'centrale overheid'. Het Rijk wordt gevormd door alle ministeries, de uitvoeringsorganisaties die onder de verantwoordelijkheid van een ministerie vallen, inspecties en Hoge Colleges van Staat, en houdt zich bezig met de voorbereiding en de uitvoering van plannen van de regering en het parlement.

## Uitvoeringsorganisaties
Naast de ministeries telt de Rijksoverheid ruim tweehonderd uitvoeringsorganisaties die landelijk werken. Deze uitvoeringsorganisaties ontvangen hun inkomsten via het ministerie waar ze onder vallen. Voorbeelden van uitvoeringsorganisaties zijn:
- Belastingdienst (Ministerie van Financiën)
- Dienst Domeinen (Ministerie van Financiën)
- Dienst Justitiële Inrichtingen (Ministerie van Justitie en Veiligheid)
- Immigratie- en Naturalisatiedienst (Ministerie van Justitie en Veiligheid)
- Onderwijsinspectie (Ministerie van Onderwijs, Cultuur en Wetenschap)
- Rijkswaterstaat (Ministerie van Infrastructuur en Waterstaat)
- Uitvoeringsinstituut Werknemersverzekeringen (Ministerie van Sociale Zaken en Werkgelegenheid)
- Rijksdienst voor Ondernemend Nederland (Ministerie van Economische Zaken)
- Nederlandse Voedsel- en Warenautoriteit (Ministerie van Economische Zaken)

De ministeries zijn te vinden in Den Haag, de uitvoeringsorganisaties zitten door het hele land verspreid.

## Informatiekanalen
Kort na de Tweede Wereldoorlog werd Postbus 52 opgericht als centraal loket waar burgers brochures konden aanvragen en antwoorden of doorverwijzingen kregen bij vragen aan de Rijksoverheid. In de jaren zestig verschenen de eerste radio- en televisiespotjes, waarin steeds naar dit postbusnummer werd verwezen voor meer informatie. Hierdoor groeide de naamsbekendheid en werd in 1977 de naam officieel veranderd naar “Postbus 51”.
De dienstverlening breidde zich steeds verder uit. In 1985 waren er in ongeveer 3800 postkantoren en bibliotheken rekken met folders, afhankelijk van de campagnes die op dat moment liepen. Postbus 51 bleef jarenlang hét informatiekanaal van de overheid, totdat op 1 juli 2012 de Rijksoverheid stopte met het gebruik van deze naam.
In het jaar 2010 werden alle websites van de ministeries samengevoegd op een nieuwe website, www.rijksoverheid.nl. In de loop van dat jaar waren alle verschillende logo's van de ministeries al vervallen en vervangen door één rijkslogo voor de gehele Nederlandse Rijksoverheid. Op 16 december 2010 werd bekendgemaakt dat voor de website van de Rijksoverheid open standaarden en opensourcesoftware wordt gebruikt. Het gaat hierbij om de vrijheid programma’s te gebruiken, te wijzigen, te verbeteren en verder te verspreiden. Ook is gekozen voor open data en open content. De informatie van Rijksoverheid.nl mag sinds dat moment worden gekopieerd, bewerkt en verspreid.
Mensen kunnen voor vragen aan de Rijksoverheid ook bellen met telefoonnummer 1400. Dit sluit aan bij de reeks telefoonnummers voor overheden en andere diensten van bijzonder maatschappelijk belang die beginnen met 14.